# Pere Serra i Vidal
Pere Serra i Vidal   (Barcelona, 25 de desembre de 1926 - Barcelona, 17 de febrer de 2017) fou un carrosser català de renom dins el sector de l'automobilisme, considerat el millor carrosser de l'estat espanyol de tots els temps.

## Resum biogràfic
Fill de Joan Serra, carrosser de cotxes de cavalls, Pere Serra seguí el negoci familiar des de ben jove. Amb l'aparició dels primers automòbils, els tallers de carrosseria començaren a adaptar la seva activitat als nous temps i els carrossers d'automòbils començaren a proliferar a Barcelona, especialment d'ençà de la dècada de 1920, quan els fabricants d'automòbils venien els seus xassissos motoritzats i el client triava el tipus de carrosseria que volia.
Pere Serra va començar a destacar en aquesta tasca a l'època de la postguerra, tot renovant els pocs cotxes que circulaven aleshores -bé importats o bé exemplars d'abans de la guerra civil espanyola recuperats i arranjats per tal que seguissin circulant. Durant les dècades de 1950 i 1960, dels tallers de Pere Serra en van sortir cotxes tan espectaculars com el Pegaso Z-102 Spider, el Dodge Specter o el Dodge Boulevard. Al llarg de la seva carrera, va treballar també per a fabricants com ara Biscúter (fou l'autor del famós Coupé 200-F Sport "Pegasín"), Clúa o SEAT.

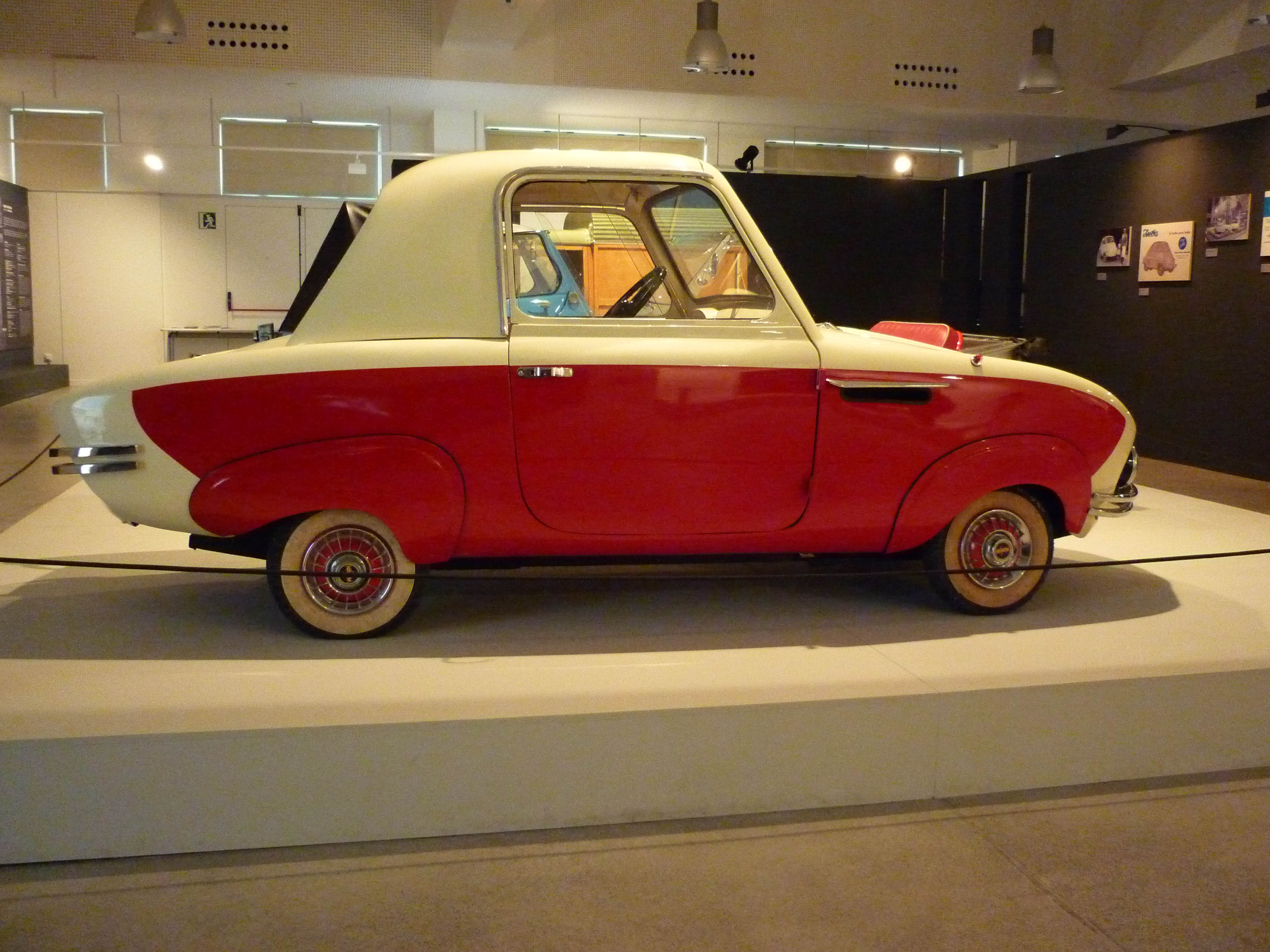
El Biscúter Coupé 200-F Sport "Pegasín" de 1958
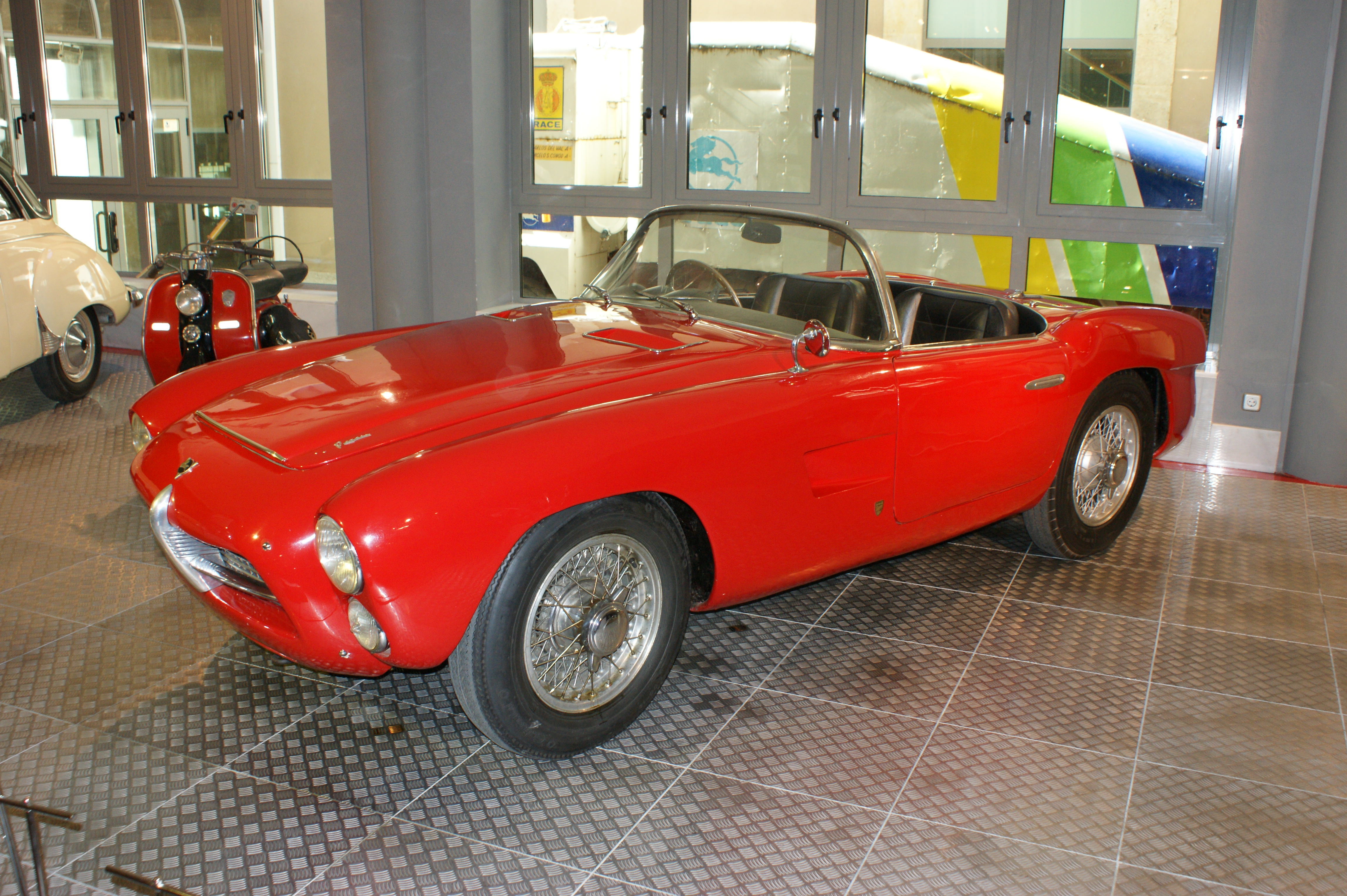
El Pegaso Z-102 SSP Spider "Serra" de 1958, la seva obra més recordada
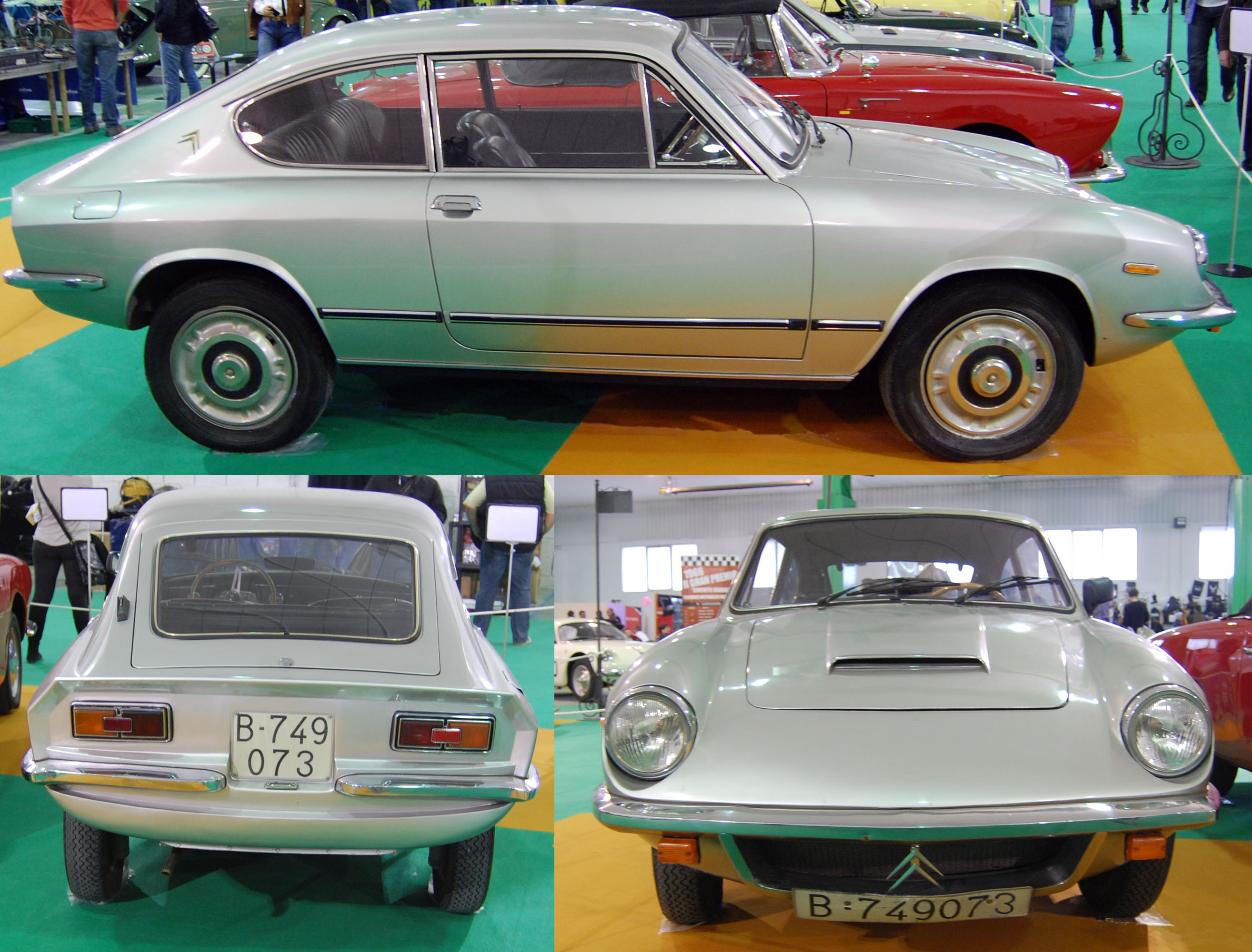
Un Citroën Dyane 6 carrossat per Pere Serra
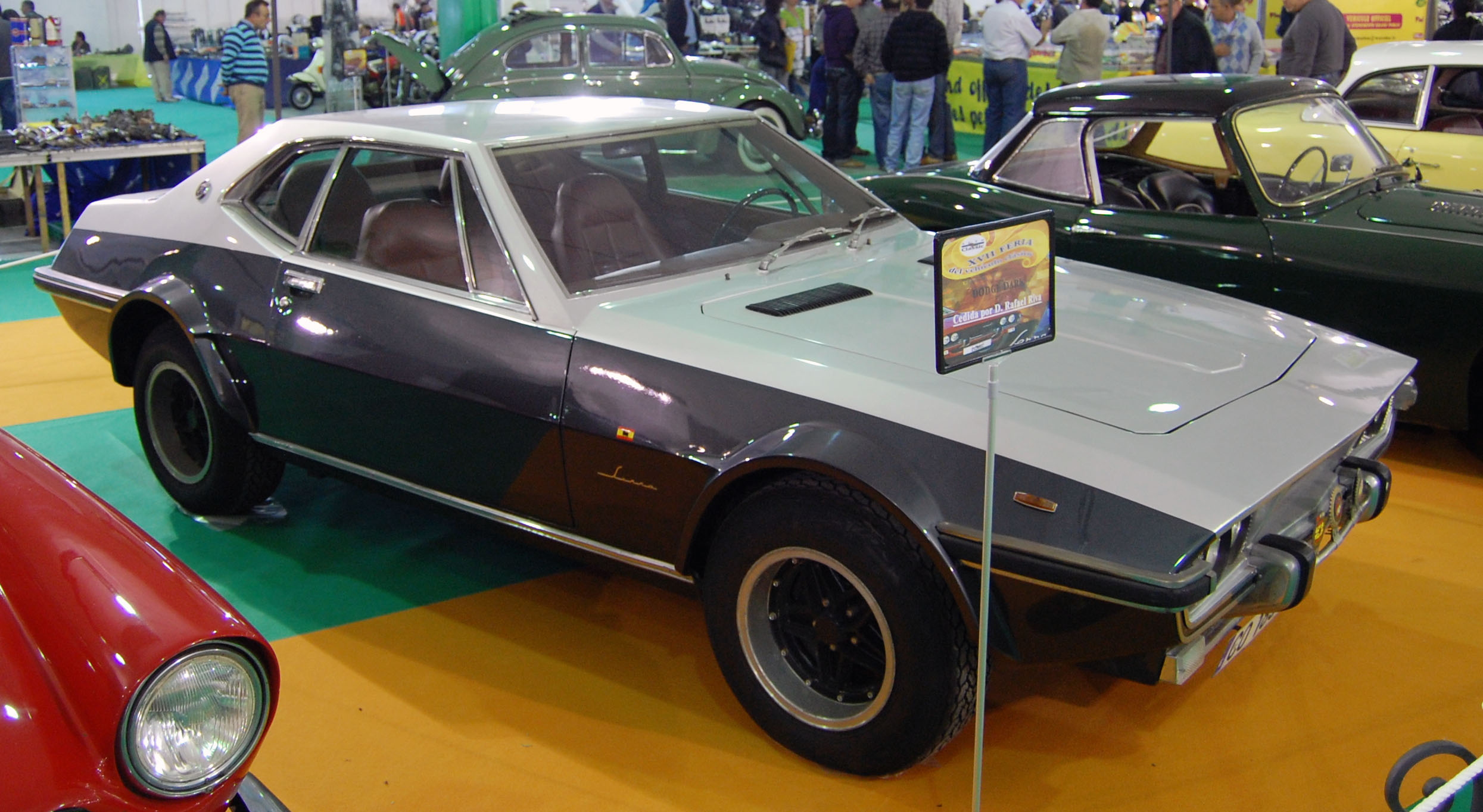
Un Dodge 3700GT "Boulevard" carrossat per Pere Serra